# Mantaweiher bei Burgthann
Die Mantaweiher bei Burgthann sind drei zusammengehörende Weiher im Gemeindegebiet von Burgthann im mittelfränkischen Landkreis Nürnberger Land in Bayern.

## Lage
Die kleine Weiherkette befindet sich etwa 400 Meter nördlich des Burgthanner Gemeindeteils Heinleinshof. Sie ist Bestandteil des Landschaftsschutzgebietes Schwarzachtal mit Nebentälern (LSG-00587.01, WDPA 396136). Die Weiher sind ganzjährig frei zugängig. Ein lokaler Zielwanderweg (Oberferrieden – Schleuse 33, Nr. 7) führt unmittelbar an den Weihern vorbei.

## Beschreibung

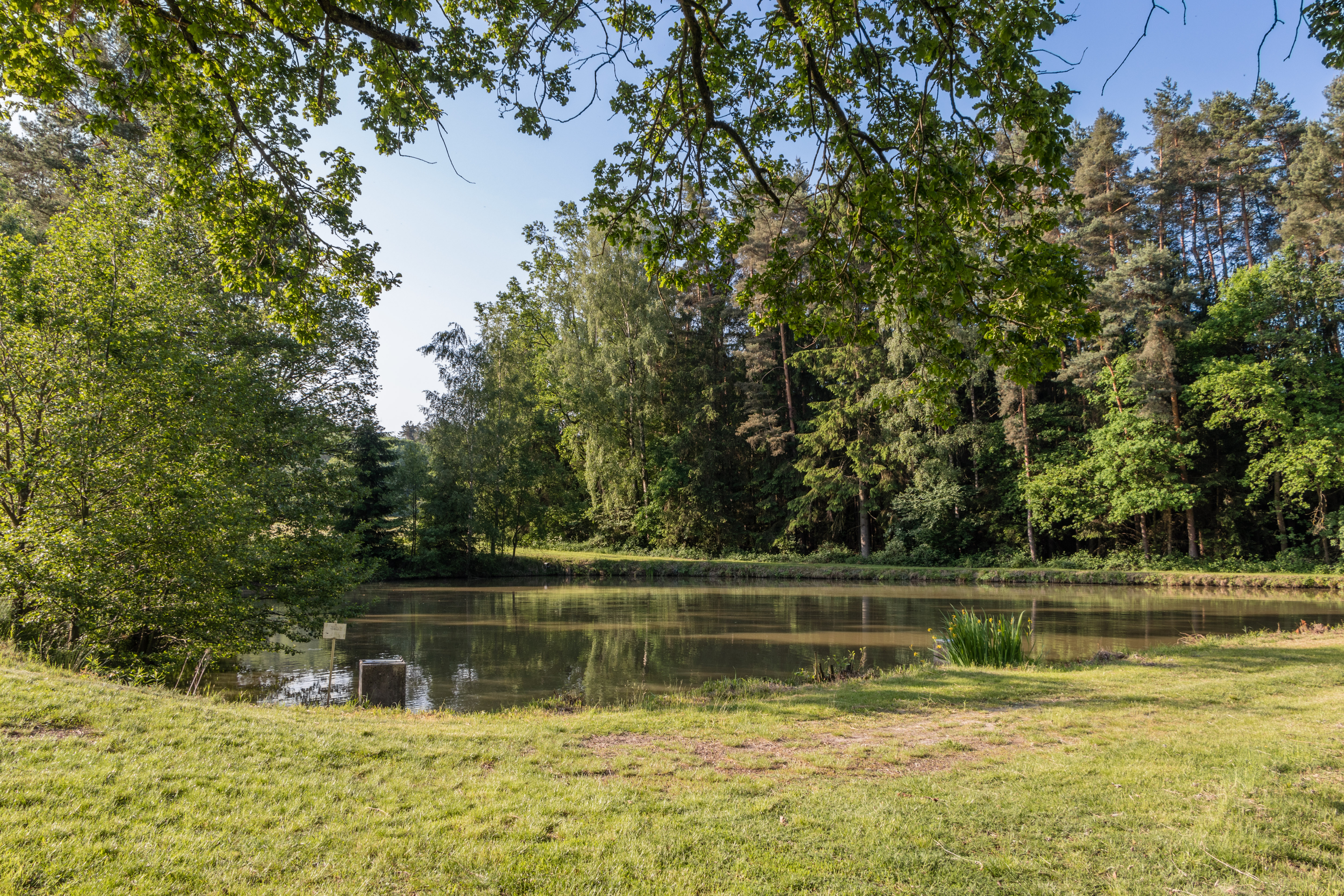
Der mittlere Mantaweiher, 2019

Die auf den gängigen topographischen Karten namenlosen künstlichen Stillgewässer sind lokal nach dem Pächter, dem Fischereiverein Manta e.V. Fürth benannt. Die Gesamtwasserfläche beträgt etwa 1,4 ha. Im westlichen Weiher befindet sich eine kleine Insel.
Angelegt wurden die Weiher in den 1980er Jahren in einem ehemaligen Feuchtgebiet. Sie haben keinen Zulauf und entwässern westlich in den Fledenbach, der südlich von Burgthann in den Mühlbach mündet.
Die Weiher sind mit Barsch, Hecht, Karpfen, Rotauge, Rotfeder und Schleie besetzt und werden vom Pächter freizeitlich als Angelrevier genutzt.
Historische Flurkarten zeigen, dass es vor 1850 bereits drei Teiche in diesem Bereich gegeben hat, die zum Weiler Heinleinshof gehörten. Der mittlere Weiher der heutigen Teichkette entspricht in seinen Ausmaßen etwa eines Mitte des 19. Jahrhunderts aufgelassenen Weihers. Die beiden ehemals ihm folgenden Weiher sind in einem Stillgewässer aufgegangen, welche von der Wasserfläche her jedoch kleiner ist als die beiden vormaligen Teiche waren. Der abschließende Weiherdamm des westlichen, heute nicht mehr bestehenden Teichs grenzt noch heute an den Weg zum Heinleinshof.